# Dominique Loreau (cinéaste)
Ne doit pas être confondue avec l'essayiste française Dominique Loreau
 (décembre 2024).
 (décembre 2024).
 (décembre 2024).
Dominique Loreau, née le 12 octobre 1955 à Bruxelles, est une cinéaste, écrivaine, photographe et enseignante en cinéma à l’Université Libre de Bruxelles.

## Biographie
Dominique Loreau est née le 12 octobre 1955 à Bruxelles. Son père est le philosophe Max Loreau et sa mère la philologue classique Christiane De Vleminck.
Elle étudie un an la réalisation puis le montage à l’Institut national supérieur des arts du spectacle et des techniques de diffusion (INSAS) à Bruxelles, et l’histoire de la philosophie à l’Université libre de Bruxelles.
Elle crée, en 1981, avec Philippe Simon, la maison de production Underworld films.
Elle réalise des courts métrages de fiction comme Départ, Le saut dans la vie, Zigzags, tout en travaillant comme monteuse de films.
Elle a enseigné le cinéma à l’Université libre de Bruxelles en écriture et analyse de films.
Elle réalise plusieurs films de longs métrages hybrides, qui allient fiction et documentaire. Les acteurs y jouent leur propre rôle dans leur langue d’origine et improvisent suivant un canevas proposé, très ancré dans une réalité documentaire. Ses films sont des actes de transformation de soi et du monde, qui laissent la place aux hasards, aux rencontres, au déroulement du temps, aux métamorphoses en train de se faire, et dans lesquels se développe, de manière sous-jacente, avec humour et une certaine distance, une réflexion philosophique. Parmi eux, Les noms n’habitent nulle part sur les liens entre les africains de l’ouest qui quittent leur cercle d’origine pour migrer en Europe et ceux qui restent au pays, Divine Carcasse qui met en scène la métamorphose d’une vieille Peugeot qui passe de propriétaire en propriétaire au Bénin avant d’être récupérée par un sculpteur qui en fait une divinité vaudou commandée par un village, Au gré du temps un film-essai sur le temps et la métamorphose d’œuvres éphémères de Bob Verschueren, Dans le regard d’une bête sur les relations entre les humains et les animaux au travers des regards, Une si longue marche, sur la migration des crabes chinois importés par accident dans les cours d’eau de Belgique et leurs rencontres avec des humains.
Ses films ont été sélectionnés dans de nombreux festivals, dont la Berlinale, le Festival de San Francisco, le Festival international de Londres, Visions du réel, le Festival des films du monde de Montréal, le Festival International de São Paulo, le Festival International de Carthage, les Etats généraux du documentaire à Lussas, Doclisboa, Le Festival Dei Popoli, le Festival Jean Rouch à Paris, le Festival International d’Edimbourg. Certains de ces films ont reçu des distinctions telles que le Prix de la meilleure photographie pour Zig Zags au Festival International de Bruxelles et le Grand prix Filmer à tout Prix pour Les noms n’habitent nulle part.
En 2022, Dominique Loreau a été lauréate du prix Scam du Parcours Documentaire. Une rétrospective de ses films lui a également été consacrée à la Cinematek de Belgique.
En outre, elle est l'autrice de romans et de textes poétiques, dont Loin de Bissau, L’ombre dans le miroir, Ne pas dire, Motus, Quelques pas de côté, Détonation, et photographe. Ses photographies sont exposées dans des galeries et centres d’art dont l’espace Ducros de Grignan et la Galerie Verhaeren à Bruxelles, également.

## Films
- Départ 1981 (coréalisé avec Philippe Simon), avec André Wilms et Peggy de Landsheer, produit par Underworld films.
- Le saut dans la vie 1984, avec : François Bartels, produit par Underworld films.
- Zigzags 1987, avec Maria de Médeiros, Lise Pauwels, Rose Pauwels, Yvon Vromman. Produit par Underworld films.
- La folie des autres 1990, avec Tobie Nathan. Produit par Underworld films.
- Les noms n’habitent nulle part 1994, avec Sotigui Kouyate, Nar Sene, Sekou Balde, Sophia Leboutte, Muriel Jacobs. Produit par Underworld films.
- Divine Carcasse 1998, avec Simon Zaleski, Simonet Biokou, Alphonse Atacolodjou, Fidèle Gbenon. Produit par Underworld films.
- Les fleurs du malt 2000. Produit par Underworld films.
- Au gré du temps 2006, avec Bob Verschueren. Produit par Cobrafilms. Dans le regard d’une bête  2012, avec Thelma Rowell, Cyril Casmèze, Jacques Sojcher, Jacques Paris, Manon Parent, Elodie Sicard, Marie-Laure Agrapart, Tristan Plot. Produit par Cobrafilms.
- De l’air, libre 2020, court métrage. Produit par Underworld films.
- Une si longue marche 2022, avec Viktor Van den Broek, Loris Devlieger, Ihsen Devlieger, Zhengyi Zhao, Jaak Van Assche. Produit par Cobrafilms et Czar.

## Livres
- L’eau du bain 2003 illustré par Loustal. Ed. Esperluète
- Loin de Bissau 2010 illustré par Lionel Vinche. Ed. Esperluète
- À pas brouillés 2013 illustré par Elsa Cha. Ed. Esperluète
- L’ombre dans le miroir 2014 illustré par Lionel Vinche. Ed. Esperluète
- Papa où suis-je 2016 illustré par Mathias Perez. Ed. Carte blanche
- Ne pas dire 2017 Ed. Esperluète
- Motus 2019 Ed. Tandem
- Quelques pas de côté 2020, illustré par Charley Case Ed. Esperluète
- Détonation 2023, avec photographies de l’auteure. Ed. Esperluète
- Elle a également publié des nouvelles dans différentes revues.

## Études portant sur les oeuvres de Dominique Loreau
- Postcolonial African Cinema de Kenneth W.Harrow. Indiana University Press[17]
- From (French) Automobile to (Beninois) Agbo: Mythology, Modernity and Divine Carcasse Susan Gorman[18].
- Dicdoc 191 réalisateurs Communauté française de Belgique Wallonie-Bruxelles Edition CGRI et Service général de l’Audiovisuel et des Multimédias 1999 p284,285,286 article de Jean-Michel Vlaeminckx[19]
- Big Memory cinéastes de Belgique, de Richard Olivier édition Les impressions nouvelles. P216, 217[20]
- L'altérité et sa représentation cinématographique : Étude de cas de Léon Olivier Engulu. Mémoire